# Manneville-la-Raoult
Manneville-la-Raoult település Franciaországban, Eure megyében. Lakosainak száma 482 fő (2022. január 1.). Manneville-la-Raoult Ablon, Quetteville, Beuzeville és Fiquefleur-Équainville községekkel határos.

## Népesség
A település népességének változása:
| Lakosok száma | 241  | 331  | 336  | 491  | 503  | 507  | 506  | 498  | 497  | 482  |
|               | 1968 | 1982 | 1990 | 2006 | 2013 | 2015 | 2017 | 2019 | 2020 | 2022 |